# Kułsary
Kułsary (kaz. Құлсары; ros. Кульсары, Kulsary) – miasto w zachodnim Kazachstanie, w obwodzie atyrauskim, siedziba administracyjna rejonu Żyłyoj.
W 2023 roku liczyło prawie 66 tys. mieszkańców.

## Liczba ludności
| Liczba mieszkańców | Liczba mieszkańców | Liczba mieszkańców | Liczba mieszkańców | Liczba mieszkańców | Liczba mieszkańców | Liczba mieszkańców |
| 1959               | 1970               | 1979               | 1989               | 1991               | 1999               | 2004               |
| ------------------ | ------------------ | ------------------ | ------------------ | ------------------ | ------------------ | ------------------ |
| 12 749             | ↗16 427            | ↗19 731            | ↗32 652            | ↗35 400            | ↗38 518            | ↗43 588            |
|                    |                    |                    |                    |                    |                    |                    |
| 2005               | 2006               | 2007               | 2008               | 2009               | 2010               | 2011               |
| ↗45 244            | ↗47 123            | ↗48 642            | ↗49 974            | ↗51 097            | ↗51 945            | ↗52 999            |
|                    |                    |                    |                    |                    |                    |                    |
| 2012               | 2013               | 2014               | 2015               | 2018               | 2019               | 2022               |
| ↗53 740            | ↗54 711            | ↗55 530            | ↗56 502            | ↗59 593            | ↗60 472            | ↗65 609            |

## Religia
- Parafia Miłosierdzia Bożego w Kułsarach